# Julius Bergmann
Julius Bergmann, född 1 april 1839, död 24 augusti 1904, var en tysk filosof.
Bergmann var professor i Marburg, och förfäktade en "objektiv idealism", enligt vilken kropparna existerar som ett överindividuellt medvetandes innehåll. Bergmann skrev bland annat Vorlesungen über Metaphysik (1886) och System des objeciven Idealismus (1903).